# Synagogue de Guebwiller
La synagogue de Guebwiller est située à Guebwiller (Haut-Rhin) en France.

## Historique
On mentionne en 1333 une synagoga judeorum à Guebwiller. La communauté est anéantie en 1349 lors de la peste noire. On trouve quarante Juifs à Guebwiller en 1784 et la communauté se développe jusque vers 1900. La synagogue actuelle,7, rue de l'Ancien-Hôpital, remplaçant un bâtiment du début du XIXe siècle devenu trop petit, date de 1872. Saccagée par les nazis en 1940, elle a été restaurée en 1957.
Guebwiller est siège de rabbinat à compter de 1910.
Propriété du Consistoire Israélite du Haut-Rhin, elle est inscrite sur l'inventaire supplémentaire des monuments historiques par arrêté du 16 juillet 1984.

## Description architecturale
Conçue par Hartmann en 1869 et inaugurée en 1872, la synagogue s'inscrit dans le courant romano-byzantin des années 1860 avec sa nef, ses deux bas-côté et son décor architectural.

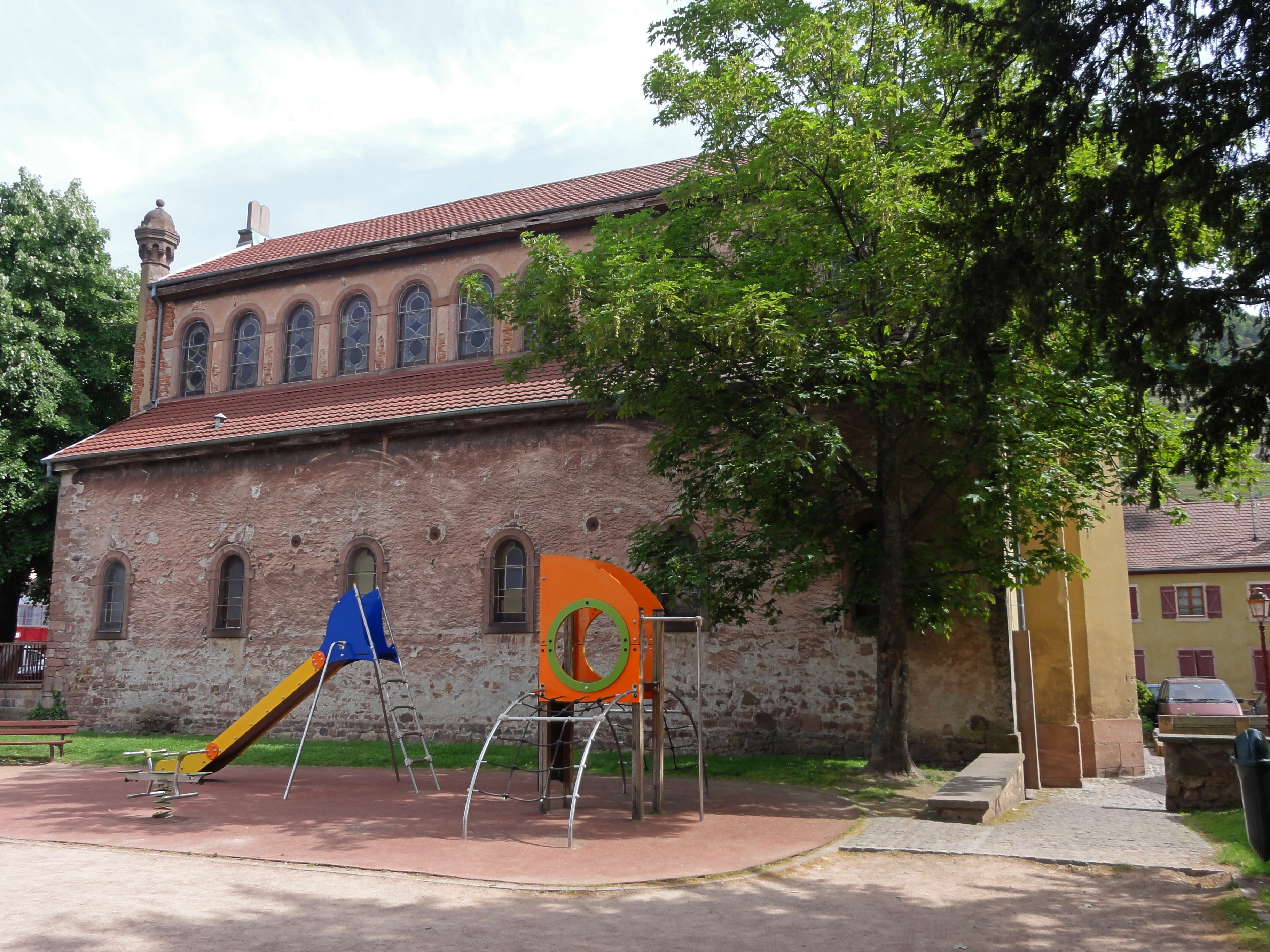
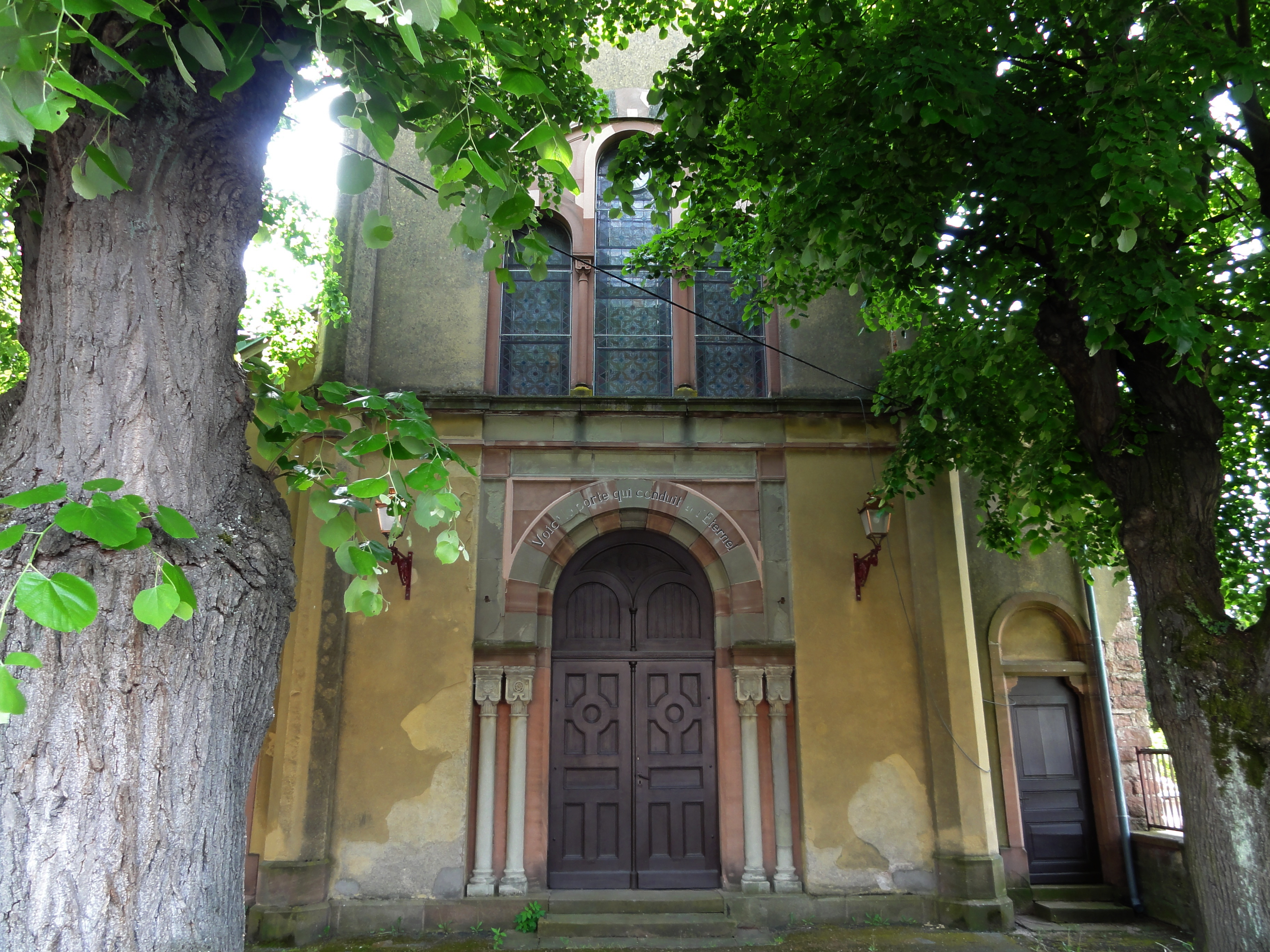
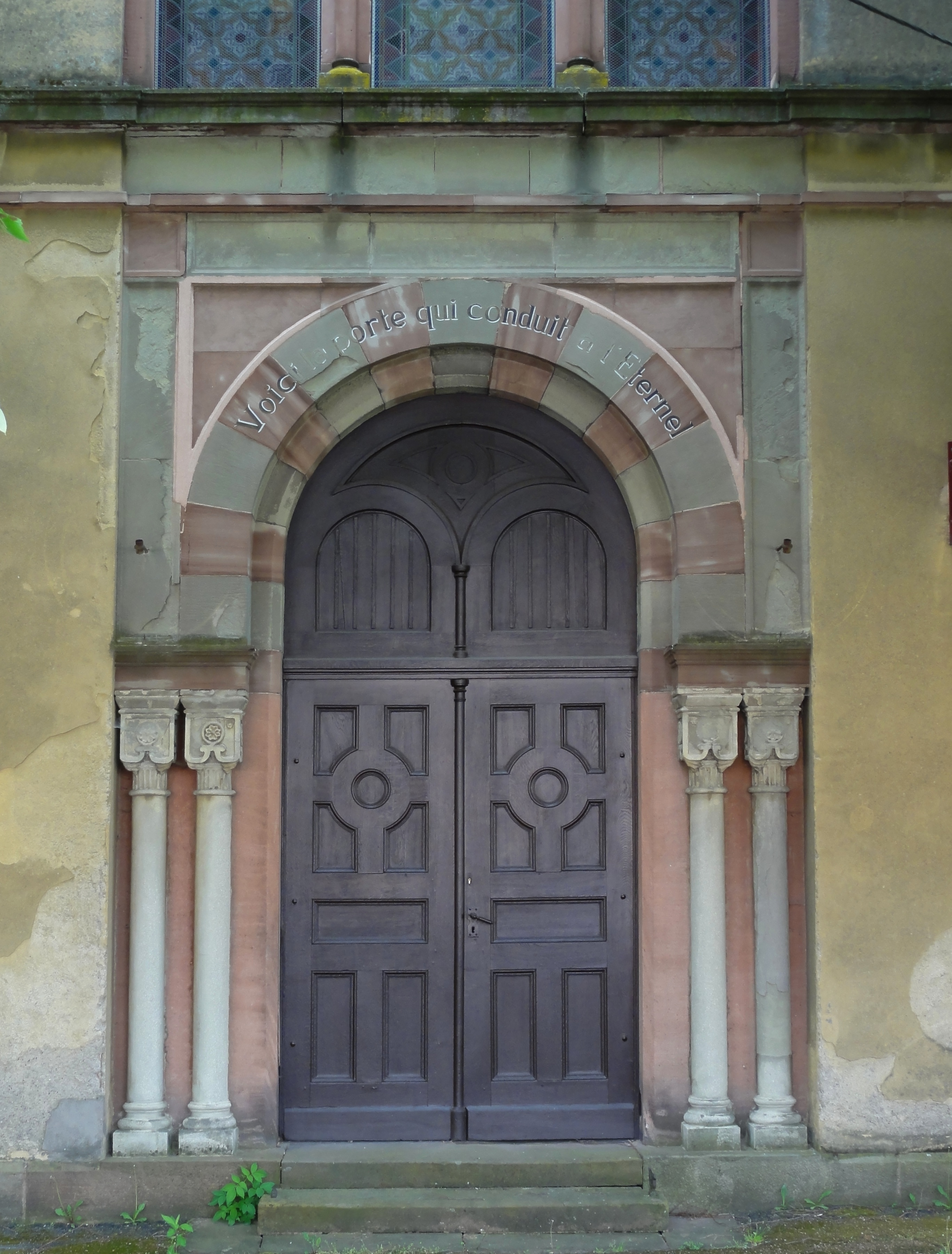
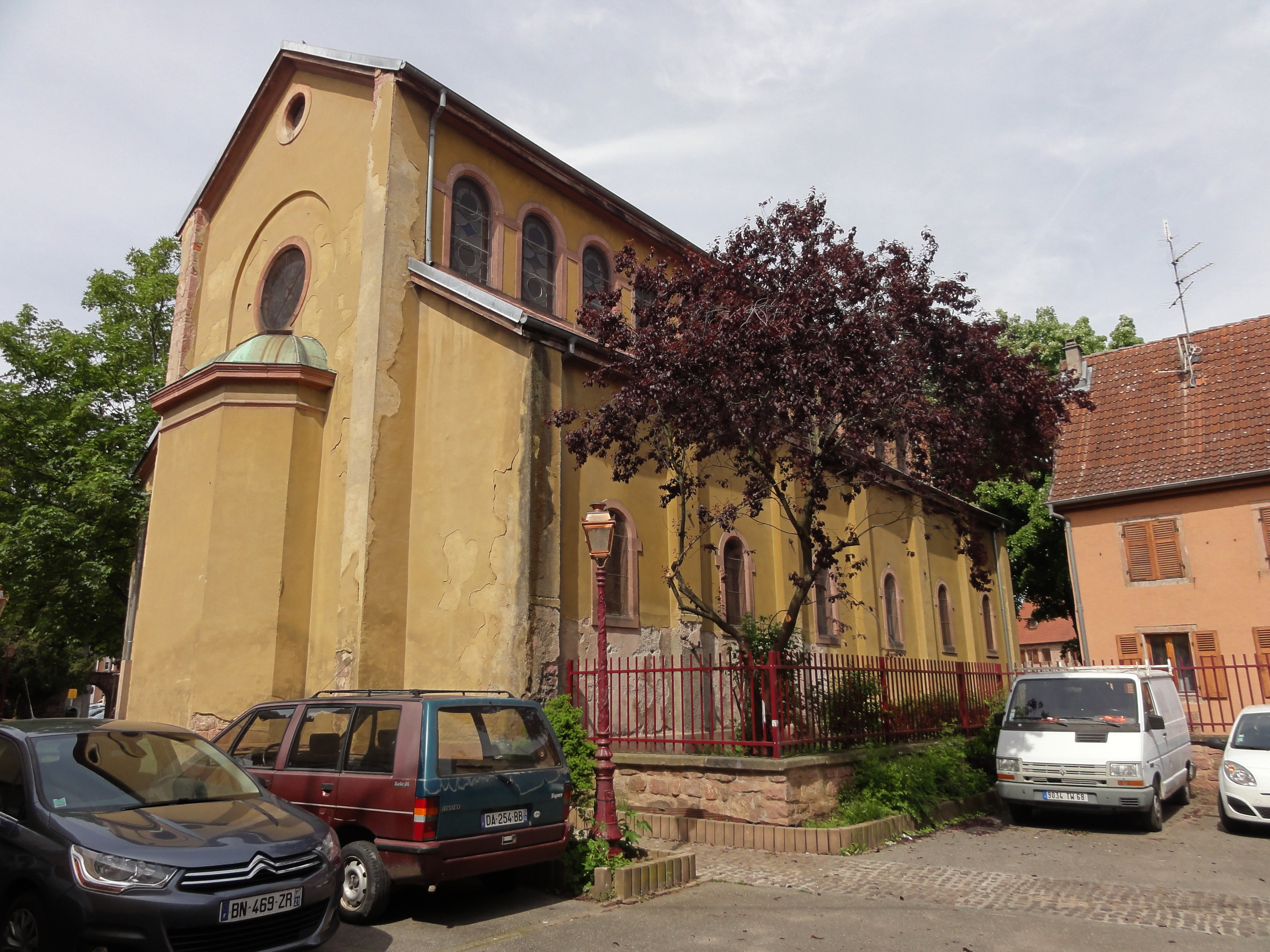